# Maybe He’ll Know
«Maybe He’ll Know» (рус. Может быть, он узнает) — пятый и последний сингл Синди Лопер с её второго студийного альбома True Colors.

## Информация о сингле
Песня была написана Синди Лопер и Джоном Тьюри в 1980 году и вошла в первый и единственный альбом группы Blue Angel, в которой Синди была солисткой, а Джон — клавишником и саксофонистом.
В 1986 году несколько изменённая версия композиции вошла во второй сольный альбом Синди True Colors. Сингл вышел в 1987 году только в Нидерландах. Вероятно, этот факт связан с тем, что это единственная страна, в чарты которой в 1980 году вошёл альбом группы Blue Angel.
Ремикс на Maybe He'll Know стал би-сайдом сингла «I Drove All Night» в 1989 году.